# USS 샤크 (SS-8)
USS 샤크 (SS-8)는 미 해군의 초기 잠수함으로, 플런저급 잠수함의 하나이다. 후에 함명이 A-7로 변경되었다.